# Goetzfried
Die Goetzfried AG ist ein ehemaliger IT- und Engineering-Dienstleister mit Sitz in Wiesbaden. Das Leistungsspektrum umfasste die Rekrutierung, Bereitstellung und Steuerung von IT-Experten und Ingenieuren sowie die Konzeption und Realisierung von IT- und Engineering-Projekten. Die Goetzfried AG ging am 21. Januar 2019 als Allgeier Experts Go GmbH in die Allgeier Experts SE über.

## Unternehmensgeschichte
Das Unternehmen wurde 1987 von Thomas Götzfried als Softwareservice Goetzfried e.K. in Frankfurt gegründet. Am 1. Juli 2000 erfolgte die Umfirmierung in Goetzfried AG. Sukzessive wurden Niederlassungen in Wiesbaden, Stuttgart, Köln und Zürich aufgebaut. Seit August 2006 wurde die Goetzfried AG gegen Zahlung eines zweistelligen Millionenbetrages eine 100-prozentige Tochtergesellschaft der Allgeier SE. Weitere Niederlassungen in Hamburg und Berlin folgten. Vom Oktober 2010 an war Goetzfried Gegenstand der öffentlichen Diskussion um die damalige Vergabepraxis der Hessischen Zentrale für Datenverarbeitung. Die Vorwürfe, die vor allem von der Fraktion von Bündnis 90/Die Grünen im hessischen Landtag ausgingen, erwiesen sich als haltlos.
Am 1. Januar 2012 fusionierte die Goetzfried AG mit dem IT-Dienstleister Next GmbH, ebenfalls ein Tochterunternehmen der Allgeier SE. Zum 1. Januar 2015 fusionierte die Goetzfried AG zudem mit dem IT-Dienstleister TOPjects GmbH, einem weiteren Schwesterunternehmen aus dem Verbund der der Allgeier SE. Im April 2015 gab die Goetzfried AG den Erwerb einer Mehrheitsbeteiligung an der Personalberatungsagentur SearchConsult GmbH bekannt. Im August 2015 verkündete die Goetzfried AG die Ausgliederung ihrer IT- und Ingenieursdienstleistungen mit angestelltenen Experten in die 2014 gegründete Tochtergesellschaft Goetzfried Professionals GmbH.
Anfang Januar 2016 gab die Goetzfried AG die Rückkehr von Thomas Götzfried – Gründer, langjähriger Vorstand und Aufsichtsratschef – in den Vorstand des Unternehmens bekannt. Zusammen mit ihm bildete Andreas Nader die neuformierte Unternehmensspitze. Zum 1. Januar 2017 wurde Bernd Sauer, bislang Vice President Sales, zum Vorstand der Goetzfried AG ernannt. Er folgte auf Thomas Götzfried, der zum Jahresende in den Vorstand der Muttergesellschaft Allgeier Experts SE gewechselt ist.
Die Goetzfried AG ging am 21. Januar 2019 als Allgeier Experts Go GmbH in die Allgeier Experts SE über.